# Ben Johnson (calciatore)
Benjamin Anthony Johnson, detto Ben (Waltham Forest, 24 gennaio 2000), è un calciatore inglese, difensore dell'Ipswich Town.

## Biografia
È nipote dell'ex calciatore del Manchester Utd Paul Parker e cugino dell'ex difensore del Tottenham Ledley King.

## Caratteristiche tecniche
Nato come ala offensiva, nel corso del suo percorso giovanile arretra il proprio raggio d'azione diventando un terzino destro. Può essere impiegato anche sulla fascia sinistra.

## Carriera

### Club
Si unisce al West Ham Utd all'età di sette anni e percorre tutta la trafila delle selezioni giovanili degli hammers. Il 25 gennaio 2018 firma il suo primo contratto professionistico ed il 27 febbraio 2019 debutta fra i professionisti giocando l'incontro di Premier League perso 1-0 contro il Manchester City.

### Nazionale
Nel 2023 ha vinto gli Europei Under-21.

## Statistiche

### Presenze e reti nei club
Statistiche aggiornate al 26 febbraio 2024.
| Stagione        | Squadra         | Campionato      | Campionato | Campionato | Coppe nazionali | Coppe nazionali | Coppe nazionali | Coppe continentali | Coppe continentali | Coppe continentali | Altre coppe | Altre coppe | Altre coppe | Totale | Totale |
| Stagione        | Squadra         | Comp            | Pres       | Reti       | Comp            | Pres            | Reti            | Comp               | Pres               | Reti               | Comp        | Pres        | Reti        | Pres   | Reti   |
| --------------- | --------------- | --------------- | ---------- | ---------- | --------------- | --------------- | --------------- | ------------------ | ------------------ | ------------------ | ----------- | ----------- | ----------- | ------ | ------ |
| 2018-2019       | West Ham Utd    | PL              | 1          | 0          | FACup+CdL       | 0+0             | 0               | -                  | -                  | -                  | -           | -           | -           | 1      | 0      |
| 2019-2020       | West Ham Utd    | PL              | 3          | 0          | FACup+CdL       | 0+0             | 0               | -                  | -                  | -                  | -           | -           | -           | 3      | 0      |
| 2020-2021       | West Ham Utd    | PL              | 14         | 1          | FACup+CdL       | 3+3             | 0               | -                  | -                  | -                  | -           | -           | -           | 20     | 1      |
| 2021-2022       | West Ham Utd    | PL              | 20         | 1          | FACup+CdL       | 3+3             | 0               | UEL                | 8                  | 0                  | -           | -           | -           | 34     | 1      |
| 2022-2023       | West Ham Utd    | PL              | 17         | 0          | FACup+CdL       | 3+1             | 0               | UECL               | 8                  | 0                  | -           | -           | -           | 29     | 0      |
| 2023-2024       | West Ham Utd    | PL              | 8          | 0          | FACup+CdL       | 2+2             | 0               | UEL                | 1                  | 0                  | -           | -           | -           | 13     | 0      |
| Totale carriera | Totale carriera | Totale carriera | 63         | 2          |                 | 20              | 0               |                    | 17                 | 0                  |             | -           | -           | 100    | 2      |

## Palmarès

### Club

#### Competizioni internazionali
- UEFA Conference League: 1

West Ham: 2022-2023

### Nazionale
- Campionato d'Europa Under-21: 1

Romania-Georgia 2023